# Harirampur
Harirampur è un sottodistretto (upazila) del Bangladesh situato nel distretto di Manikganj, divisione di Dacca. Si estende su una superficie di 245,42 km² e conta una popolazione di 156.326 abitanti (dato censimento 1991).